# Nederland op de Olympische Winterspelen 1984
Tijdens de Olympische Winterspelen van 1984 die in Sarajevo, Joegoslavië werden gehouden nam Nederland voor de twaalfde keer deel. Dertien olympiërs namen deel in twee takken van sport, elf bij het schaatsen en twee bij het bobsleeën. Voor Hilbert van der Duim, Yep Kramer en Ria Visser was het hun tweede deelname, de andere tien debuteerden. De Chef de mission voor deze spelen was Tjeerd van Wimersma Greidanus. Nadat bij de zes voorgaande winterspelen medailles gewonnen werden, bleef de teller op deze editie op nul staan. De vijfde plaats van Yvonne van Gennip op de 3000 meter was de hoogste Nederlandse klassering.

## Deelnemers en resultaten

### Bobsleeën
| Olympiër                   | Discipline                | Resultaat | Prestatie                                       |
| -------------------------- | ------------------------- | --------- | ----------------------------------------------- |
| Job van Oostrum John Drost | 2-mansbob (m) Nederland I | 16e       | 3.31,99 (+6,43) (52,86 / 53,58 / 52,79 / 52,76) |

### Schaatsen
| Olympiër (deelname)  | Discipline   | Resultaat | Prestatie         |
| -------------------- | ------------ | --------- | ----------------- |
| Hilbert van der Duim | 1000 m (m)   | 7e        | 1.17,46 (+1,66)   |
| Hilbert van der Duim | 1500 m (m)   | 7e        | 1.59,73 (+1,37)   |
| Hilbert van der Duim | 5000 m (m)   | 9e        | 7.19,39 (+7,11)   |
| Hilbert van der Duim | 10.000 m (m) | 10e       | 15.01,24 (+21,34) |
| Yep Kramer           | 10.000 m (m) | 9e        | 14.59,89 (+19,99) |
| Geert Kuiper         | 500 m (m)    | 16e       | 39,13 (+0,94)     |
| Frits Schalij        | 1500 m (m)   | 10e       | 2.00,14 (+1,78)   |
| Frits Schalij        | 5000 m (m)   | 17e       | 7.28,17 (+15,89)  |
| Hein Vergeer         | 500 m (m)    | 13e       | 38,94 (+0,75)     |
| Hein Vergeer         | 1000 m (m)   | 10e       | 1.17,57 (+1,77)   |
| Hein Vergeer         | 1500 m (m)   | 12e       | 2.00,59 (+2,23)   |
| Robert Vunderink     | 5000 m (m)   | 14e       | 7.25,19 (+12,91)  |
| Robert Vunderink     | 10.000 m (m) | 17e       | 15.14,45 (+34,55) |
| Jan Ykema            | 500 m (m)    | 14e       | 39,03 (+0,84)     |
| Jan Ykema            | 1000 m (m)   | 20e       | 1.18,81 (+3,01)   |
|                      |              |           |                   |
| Alie Boorsma         | 500 m (v)    | 33e       | 1.02,05 (+21,03)  |
| Alie Boorsma         | 1000 m (v)   | 23e       | 1.28,40 (+6,79)   |
| Yvonne van Gennip    | 1000 m (v)   | 6e        | 1.25,36 (+3,75)   |
| Yvonne van Gennip    | 1500 m (v)   | 11e       | 2.10,61 (+7,19)   |
| Yvonne van Gennip    | 3000 m (v)   | 5e        | 4.34,80 (+10,01)  |
| Thea Limbach         | 500 m (v)    | 27e       | 44,31 (+3,29)     |
| Thea Limbach         | 1000 m (v)   | 21e       | 1.28,12 (+6,51)   |
| Thea Limbach         | 1500 m (v)   | 9e        | 2.10,35 (+6,93)   |
| Thea Limbach         | 3000 m (v)   | 13e       | 4.42,84 (+18,05)  |
| Ria Visser           | 500 m (v)    | 30e       | 45,05 (+4,03)     |
| Ria Visser           | 1500 m (v)   | 13e       | 2.11,06 (+7,64)   |
| Ria Visser           | 3000 m (v)   | 25e       | 5.14,80 (+50,01)  |

Andorra · Argentinië · Australië · België · Bolivia · Bondsrepubliek Duitsland · Britse Maagdeneilanden · Bulgarije · Canada · Chili · China · Chinees Taipei · Costa Rica · Cyprus · Duitse Democratische Republiek · Egypte · Finland · Frankrijk · Griekenland · Groot-Brittannië · Hongarije · IJsland · Italië · Japan · Joegoslavië · Libanon · Liechtenstein · Marokko · Mexico · Monaco · Mongolië · Nederland · Nieuw-Zeeland · Noord-Korea · Noorwegen · Oostenrijk · Polen · Puerto Rico · Roemenië · San Marino · Senegal · Sovjet-Unie · Spanje · Tsjecho-Slowakije · Turkije · Verenigde Staten · Zuid-Korea · Zweden · Zwitserland